# Kaolack
Kaolack és un port fluvial i una de les més grans ciutats del Senegal, situada a 189 quilòmetres al sud-est de Dakar.

## Administració
És capital del departament de Kaolack i de la regió de Kaolack.

## Història

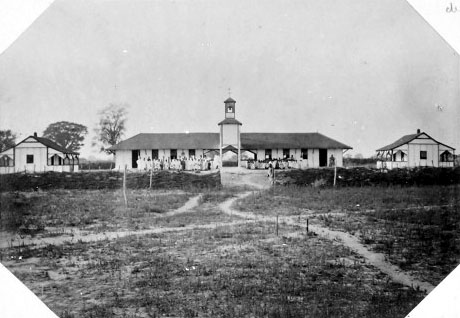
Grup escolar de Kaolack el 1890

La ciutat de Kaolack és una creació colonial que es va formar sobre el poble de Ndagane, avui un barri vell de la ciutat. Kaolack fou i és encara en una gran mesura un centre important del trànsit del cacauet, cultiu principal del Senegal. La ciutat ha estat durant molt de temps la una de les més importants del Senegal.
Kaolack és també la capital del departament i de la regió de Kaolack. Kaolack està situada en un regne antic anomenat Saloum. La ciutat fou construïda en un lloc caracteritzat per una forta retenció de sal. El braç de mar del Saloum és la causa d'aquesta retenció i des de molt de temps una societat especialitzada en l'explotació de la sal deté el monopoli a la regió.

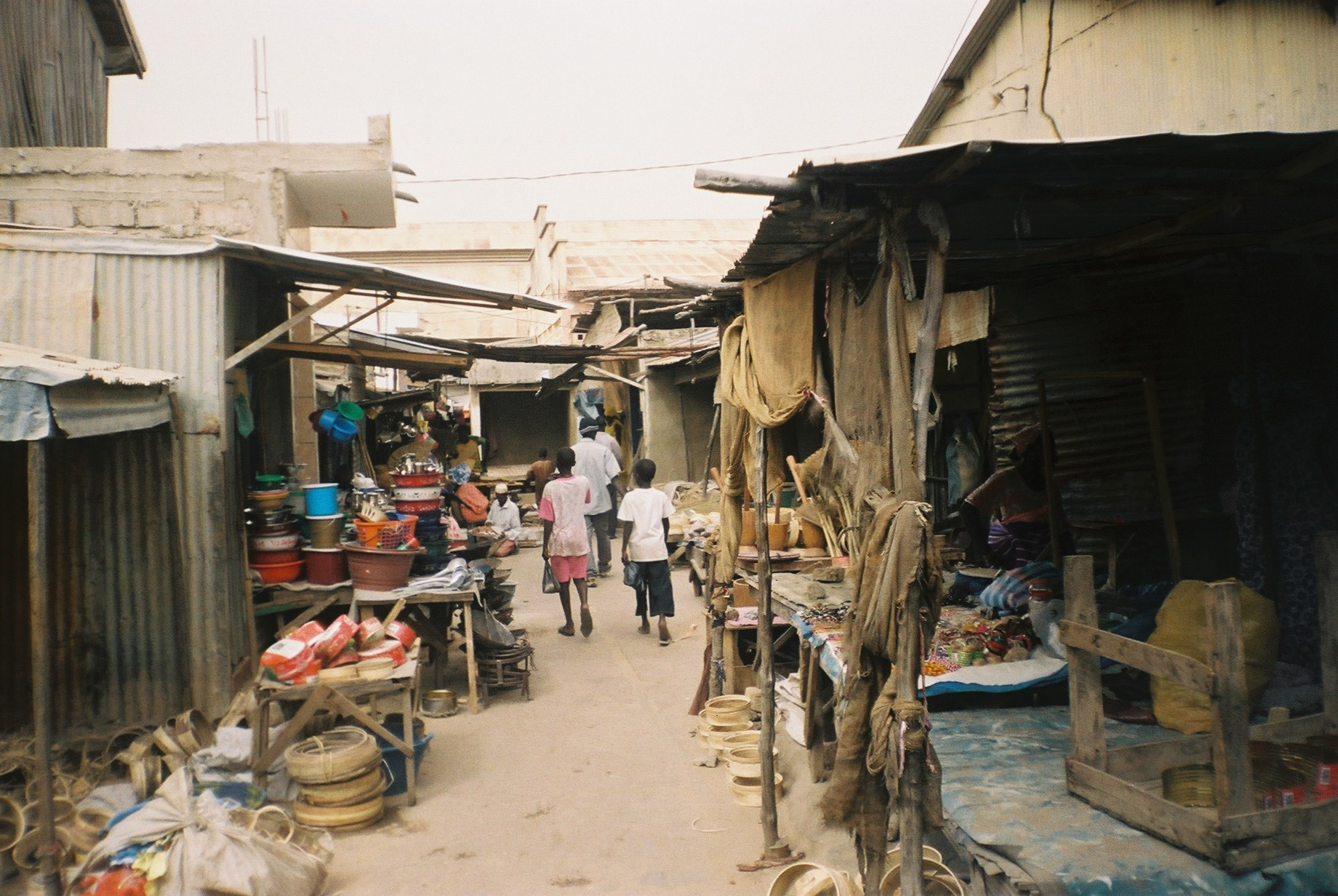
Mercat a Kaolack

El regne del Saloum prou rebel a la presència europea va acceptar sota el temor d'una repressió, la construcció del fort de Kaolack sota el governador coronel Pinet-Laprade. El fort construït a prop del braç de mar del Saloum era el cor d'un territori francès al si del regne del Saloum. En el moment de les guerres de resistència dels sobirans locals, Maba Diakhou Bâ, sobirà musulmà del Nioro (avui Nioro del Rip al departament de Kaolack i regió de Kaolack) i Lat-Dior Diop sobirà del Cayor en exili, van atacar el fort de Kaolack.
Kaolack serà doncs un centre de trànsit important en el comerç del cacauet i de la sal. La construcció del ferrocarril ha contribuït a apropar aquesta ciutat a la conca cacauetera.

## Religió

### Catolicisme
Kaolack és la seu d'una diocesis catòlica. La catedral de Kaolack fou anomenada Sant Théophile Turpin. L'actual arquebisbe del Senegal, el cardenal Théodore-Adrien Sarr, hi va oficiar durant nombrosos anys, quan fou bisbe de la diocesis de Kaolack.

### Islam
La Gran Mesquita de Kaolack, que fou començada amb la guia de la confraria tidjane dels Niassène, Baye Niass, és avui el cor d'un gran barri: Medina Baye. Fou inaugurada el divendres 26 de febrer del 2010. Aquest barri alberga la família del marabut tidjane, que va morir l'any 1975. Cada any a l'ocasió de la celebració del naixement de Mahoma, la ciutat de Kaolack veu una gran afluència de fidels al barri marabútic de Médina Baye.
L'actual califa de Médina Baye és Cheikh Ahmed Tidjiane Ibrahim Niass, fils de Baye Niass. L'imam de la gran mesquita és un net de Baye Niass anomenat Cheikh Tidjiane Alioune Cissé. Va succeir el seu germà Imam Hassan Alioune Cissé mort el 14 d'agost de 2008. Aquest últim fou un membre molt actiu de la propagació dels ensenyaments de la confraria en nombrosos països com la França, els Estats Units d'América, Gàmbia i molts països àrabs. Imam Hassane Alioune Cissé és un gran intel·lectual i un poliglot, que regularment és fora del Sénégal. La confraria ha construït nombroses infraestructures com una clínica, escoles, una farmàcia. Mamoune Niass, actual líder del RP (Rassemblement pour le Peuple), partit polític de l'esquerra, és un fill de Baye Niass.
El barri de Médina Baye és l'un dels escassos llocs al Sénégal on es reagrupen més d'una vintena de colònies de nacionalitats diferents. Africans de l'oest hi són presents en colònies, més d'altres del centre i alguns americans que són allà per estudiar l'Alcorà, el sufisme i la Tidjaniyya.

## Geografia

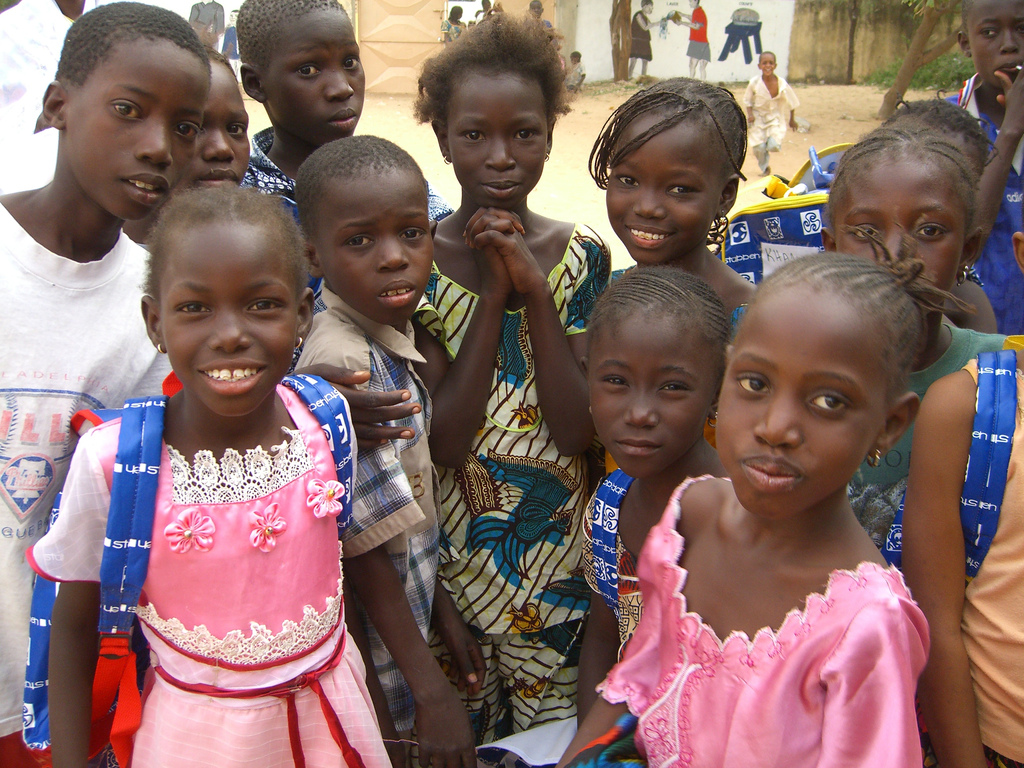
Éscolars de Kaolack el 2007

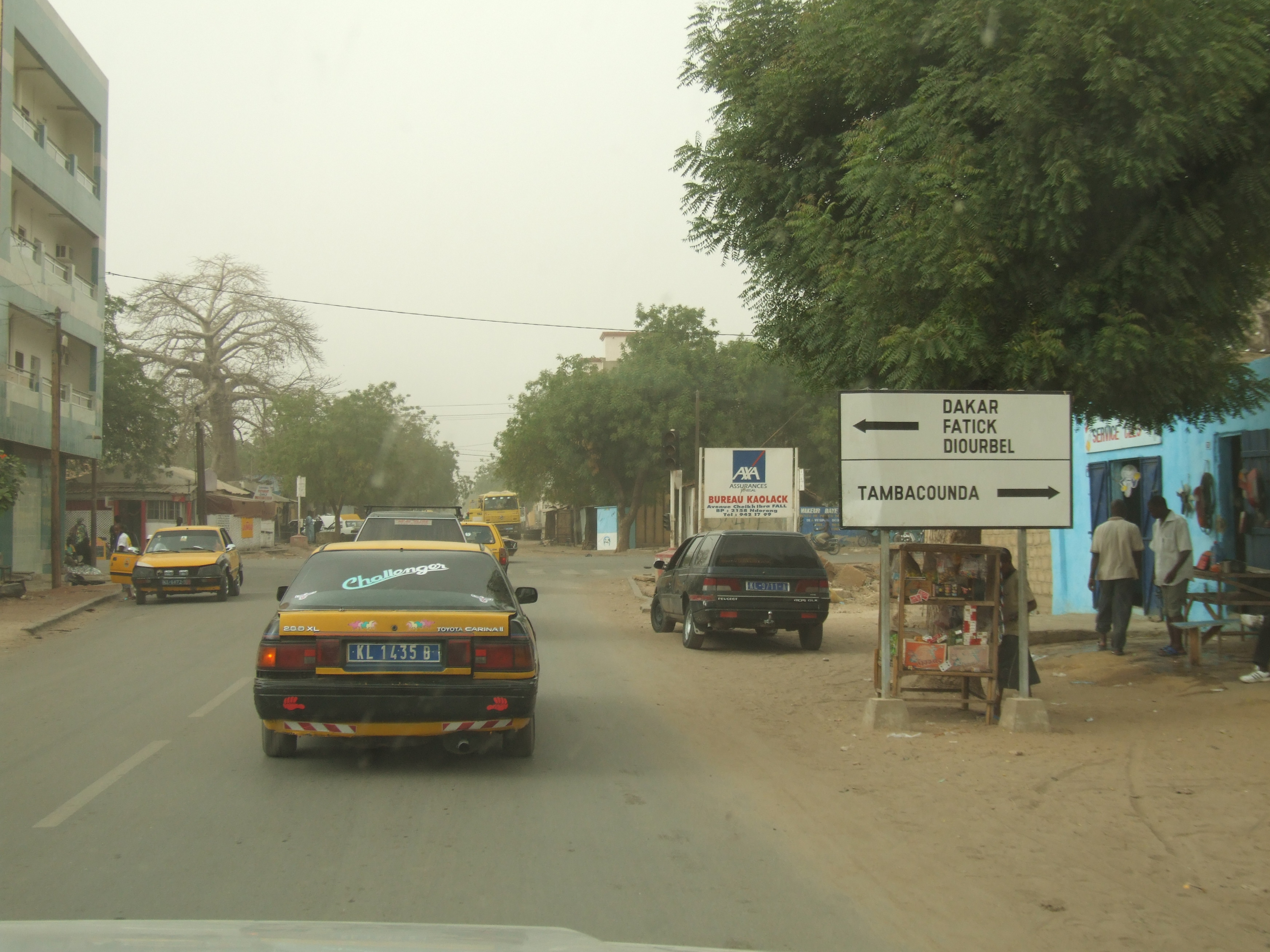
Un nus de comunicacions

Les localitats més pròximes són Sibon Moussa, Touba Mouride, Tiofak, Kahone, Palado i Koutal.
Dakar, la capital, es troba a 192 km.

### Població
En el moment dels censos de 1988 i 2002, Kaolack comptava respectivament 150.961 i 172.305 persones.
El 2007, segons les estimacions oficials, la població seria de 185.976 habitants.

### Economia
Kaolack és un important nus de comunicació.
Gràcies al seu port sobre el riu Saloum, la ciutat ha viscut molt de temps al cor de la producció i de l'exportació dels cacauets.

## Agermanaments
- Aoste (Italie)
- Mérignac (Gironde) (France)